# Chironius quadricarinatus
Espèce
Synonymes
- Erpetodryas quadricarinatus Boie, 1827
- Phyllosira flavescens Cope, 1862

Chironius quadricarinatus  est une espèce de serpents de la famille des Colubridae.

## Répartition
Cette espèce se rencontre :
- au Brésil, dans les États de Bahia, de Goiás, du Mato Grosso, du Minas Gerais, de Rio de Janeiro et de São Paulo ;
- au Paraguay ;
- en Bolivie.

## Taxinomie
La sous-espèce Chironius quadricarinatus maculoventris a été élevée au rang d'espèce par Hollis en 2006.
Phyllosira flavescens a été placée en synonymie avec Chironius quadricarinatus.

## Publication originale
- (de) Boie, 1827 : Bemerkungen über Merrem's Versuch eines Systems der Amphibien, 1. Lieferung: Ophidier. Isis von Oken, Jena, vol. 20, p. 508-566 (texte intégral).